# Va passar ací
Va passar ací és un programa documental de la televisió valenciana À Punt sobre efemèrides ocorregudes al País Valencià, produït per les productores Buenpaso Films i El Balcó Produccions. El programa fa un recorregut per pobles i ciutats plens de racons on han succeït fets increïbles, anècdotes i on s'ha fet història. Eixes històries són explicades per persones relacionades amb els fets. Va ser inclòs en la programació d'À Punt després de ser preseleccionat junt amb 24 projectes més.
El programa és popular entre els protagonistes de les històries i així ho fan constar en els seus blogs i webs. Alguns dels capítols del programa són utilitzats com a referències històriques en diversos llocs i webs, com ara els capítols que parlen sobre Mia Farrow a Dénia, o nazis a Dénia. Altres capítols són notícia en determinats col·lectius, com ara els que parlen sobre les Normes de Castelló, la història de Rovellet, o la pluja de granotes al Rebolledo /Porta d'Alacant.